# Rising Force
Rising Force – pierwszy solowy album muzyczny szwedzkiego
gitarzysty Yngwiego Malmsteena wydany w 1984 roku (jest to również tytuł utworu z jego późniejszego albumu Odyssey). Płyta osiągnęła sześćdziesiąte miejsce na
liście Billboardu. Album został nominowany do nagrody Grammy w kategorii
najlepszy album instrumentalny oraz uznany przez magazyn Guitar Player za najlepszy album roku. Album nie był w ogóle promowany w mediach.
Poza utworami „Now Your Ships Are Burned” oraz „As Above, So Below” płyta jest instrumentalna. Utwór „Icarus' Dream Suite Op. 4” jest oparty na Adagio g-moll.

## Lista utworów
| 1 . | "Black Star"                | 4:51  |
|     |                             |       |
| 2 . | "Far Beyond the Sun"        | 5:49  |
|     |                             |       |
| 3 . | "Now Your Ships Are Burned" | 4:09  |
|     |                             |       |
| 4 . | "Evil Eye"                  | 5:12  |
|     |                             |       |
| 5 . | "Icarus' Dream Suite Op. 4" | 8:30  |
|     |                             |       |
| 6 . | "As Above, So Below"        | 4:36  |
|     |                             |       |
| 7 . | "Little Savage"             | 5:21  |
|     |                             |       |
| 8 . | "Farewell"                  | 0:48  |
|     |                             |       |
|     |                             | 39:16 |
|     |                             |       |
- Wszystkie utwory zostały skomponowane i zaaranżowane przez Yngwiego Malmsteena.
- Teksty w utworach „Now Your Ships Are Burned” i „As Above, So Below” zostały napisane przez Yngwiego Malmsteena.

## Twórcy
- Yngwie Malmsteen – gitara elektryczna, gitara akustyczna, gitara basowa, pedał basowy Taurusa
- Barriemore Barlow – perkusja
- Jens Johansson – instrumenty klawiszowe
- Jeff Scott Soto – śpiew
- Connor Nicholaus – tamburyn

## Wydania albumu
Niektóre z wydań albumu:
| Wydawca         | Rok wydania | Numer katalogowy | Rodzaj wydania |
| --------------- | ----------- | ---------------- | -------------- |
| Polydor         | 1984        | 825324-1         | Płyta winylowa |
| Polydor         | 1990        | 825324-2         | Płyta CD       |
| Polydor         | 1990        | 825324-4         | Kaseta         |
| Ranch Life      | 2000        | 32               | Płyta CD       |
| Universal       | 2007        | 93352            | Płyta CD       |
| Universal Japan | 2007        | UICY-93352       | Płyta CD       |
| Universal Japan | 2008        | UICY-93547       | Płyta CD       |